# السنة الدولية للغات الشعوب الأصلية
كانت السنة الدولية للغات السكان الأصليين بمثابة احتفال للأمم المتحدة في عام 2019 بهدف زيادة الوعي بعواقب تعريض لغات السكان الأصليين للخطر في جميع أنحاء العالم، وذلك بهدف إقامة صلة بين اللغة والتنمية والسلام والمصالحة.      

## تاريخ
في 19 ديسمبر 2016، أعلنت الجمعية العامة للأمم المتحدة عام 2019 باعتباره السنة الدولية للغات الشعوب الأصلية بناءً على قرار المنتدى الدائم للأمم المتحدة المعني بقضايا الشعوب الأصلية (القرار 71/178).    وطلب قرار الجمعية العامة من منظمة الأمم المتحدة للتربية والعلم والثقافة (اليونسكو) أن تكون وكالة الأمم المتحدة الرائدة للتنسيق لهذا العام.    

## الأهداف
وتهدف السنة الدولية للغات الشعوب الأصلية إلى تركيز الاهتمام على المخاطر التي تواجه لغات الشعوب الأصلية، ولا سيما تلك التي لها أهمية بالنسبة للتنمية والمصالحة والحكم الرشيد وبناء السلام. ويهدف البرنامج إلى تحسين نوعية الحياة، وتوسيع نطاق التعاون الدولي والظهور، وتعزيز الحوار بين الثقافات لإعادة تأكيد استمرارية لغات وثقافات الشعوب الأصلية.   
ومن المقرر أن يتضمن العام تنفيذ الأنشطة التي اتخذت شكلها في ثلاثة مجالات مواضيعية، تشمل كلاً من خطة التنمية المستدامة لعام 2010 وأهداف التنمية المستدامة السبعة عشر. وكانت المشاركة في هذا العام متاحة للشعوب الأصلية ومنظمات منظومة الأمم المتحدة والبلدان والأوساط الأكاديمية والهيئات العامة والخاصة ووسائل الإعلام.    وكانت المجالات المواضيعية هي:
- دعم تنشيط وصيانة اللغات الأصلية من خلال: إنشاء المزيد من المواد والمحتوى ومجموعة واسعة من الخدمات، باستخدام تقنيات اللغة والمعلومات والاتصالات (الدعم)
- الحفاظ على لغات السكان الأصليين، وإتاحة الوصول إلى التعليم والمعلومات والمعرفة في لغات السكان الأصليين وحولها لأطفال السكان الأصليين والشباب والكبار، وتحسين جمع البيانات وتبادل المعلومات (الوصول)
- تعميم مجالات المعرفة وقيم الشعوب الأصلية وثقافاتها ضمن المجالات الاجتماعية والثقافية والاقتصادية والسياسية الأوسع، فضلا عن الممارسات الثقافية مثل الألعاب الرياضية والألعاب التقليدية (الترويج).

كان لهذا العام خمسة مجالات تدخل رئيسية:  
1. زيادة التفاهم والمصالحة والتعاون الدولي
2. تهيئة الظروف المواتية لتقاسم المعرفة ونشر الممارسات الجيدة فيما يتعلق باللغات الأصلية
3. دمج اللغات الأصلية في وضع المعايير
4. التمكين من خلال بناء القدرات
5. النمو والتطور من خلال تطوير المعرفة الجديدة

## روابط خارجية
- الموقع الرسمي للسنة الدولية للغات الشعوب الأصلية
- اليونسكو الشعوب الأصلية